# Francisco J. Guevara
Francisco J. Guevara fue un político peruano. 
Fue elegido diputado suplente por la provincia de Tarapacá  en 1876 junto con Guillermo Billinghurst y Constantino Duarte quienes fueron elegidos como diputados propietarios y titulares.  Ejerció su mandato durante el gobierno de Mariano Ignacio Prado. Fue reelecto en 1879 durante el gobierno de Nicolás de Piérola y la guerra con Chile. 